# Morasverdes (kommunhuvudort)
Morasverdes är en kommunhuvudort i Spanien.   Den ligger i provinsen Provincia de Salamanca och regionen Kastilien och Leon, i den centrala delen av landet, 220 km väster om huvudstaden Madrid. Morasverdes ligger 898 meter över havet och antalet invånare är 380.
Terrängen runt Morasverdes är platt norrut, men söderut är den kuperad. Runt Morasverdes är det glesbefolkat, med 8 invånare per kvadratkilometer. Närmaste större samhälle är La Alberca, 18,5 km sydost om Morasverdes. Trakten runt Morasverdes består i huvudsak av gräsmarker.